# Vita (Itàlia)
Vita (sicilià Vita) és un municipi italià, dins de la província de Trapani. L'any 2007 tenia 2.237 habitants. Limita amb els municipis de Calatafimi Segesta i Salemi.

## Administració
| Període | Identitat        | Partit |
| ------- | ---------------- | ------ |
| 2008-   | Antonino Accardo | Centre |